# National Trophy Series 2024-2025
 (décembre 2024).
Si vous disposez d'ouvrages ou d'articles de référence ou si vous connaissez des sites web de qualité traitant du thème abordé ici, merci de compléter l'article en donnant les références utiles à sa vérifiabilité et en les liant à la section « Notes et références ».
Navigation
2023-2024 2025-2026
Le National Trophy Series 2024-2025 a lieu du 6 octobre 2024 à Derby au 5 janvier 2025 à Bradford. Elle comprend cinq manches. Toutes les épreuves font partie du calendrier de la saison de cyclo-cross 2024-2025.

## Résultats

### Podiums masculins
| # | Date        | Lieu          | Vainqueur   | Deuxième    | Troisième     | Leader du classement général |
| - | ----------- | ------------- | ----------- | ----------- | ------------- | ---------------------------- |
| 1 | 6 octobre   | Derby         | Thomas Mein | Toby Barnes | Daniel Barnes | Thomas Mein                  |
| 2 | 27 octobre  | South Shields | Thomas Mein | Toby Barnes | Jenson Young  | Thomas Mein                  |
| 3 | 17 novembre | Paignton      | Thomas Mein | Toby Barnes | Jenson Young  | Thomas Mein                  |
| 4 | 8 décembre  | Clanfield     | annulé      | annulé      | annulé        | Thomas Mein                  |
| 5 | 5 janvier   | Bradford      | annulé      | annulé      | annulé        | Thomas Mein                  |

### Podiums féminins
| # | Date        | Lieu          | Vainqueur      | Deuxième       | Troisième  | Leader du classement général |
| - | ----------- | ------------- | -------------- | -------------- | ---------- | ---------------------------- |
| 1 | 6 octobre   | Derby         | Alderney Baker | Anna Kay       | Xan Crees  | Alderney Baker               |
| 2 | 27 octobre  | South Shields | Alderney Baker | Xan Crees      | Anna Flynn | Alderney Baker               |
| 3 | 17 novembre | Paignton      | Anna Flynn     | Alderney Baker | Xan Crees  | Alderney Baker               |
| 4 | 8 décembre  | Clanfield     | annulé         | annulé         | annulé     | Alderney Baker               |
| 5 | 5 janvier   | Bradford      | annulé         | annulé         | annulé     | Alderney Baker               |